# رودخانه پاپنوئو
رودخانه پاپِنوئو 
(به تاهیتیایی: Papenoʻo) که پاپِنوو 
(به تاهیتیایی: Papenoo) نیز خوانده می‌شود رودخانه ای در جزیره تاهیتی، واقع در جزایر بادگیر، از مجمع الجزایر انجمن در پلی نزی فرانسه است.
این رودخانه از کوه‌های تاهیتی در شرق کُمون پاپِه ته سرچشمه گرفته و در پاپِنوو به اقیانوس آرام می‌ریزد. رودخانه دارای طولی حدوداً برابر با ۳۲ کیلومتر (۲۰ مایل) است. این رودخانه در ابتدا از برف‌های ذوب شده کوه اوروهنا در مرکز تاهیتی شکل کرفته و به سمت شمال به سمت آرو جریان می‌یابد. با جریان یافتن این رودخانه به سمت، جریان‌های بیشتری از ذوب برف‌های کوهستان به آن می‌پیوندند، در نهایت، به رودخانه ای به عرض ۳ متر در حدود ۱۹ کیلومتری مایلی جنوب ساحل اقیانوس تبدیل می‌شود. هنگامی که به آزادراه ساحلی تاهیتی می‌رسد، رودخانه ای است با عرض حدوداً ۶ متر (۲۰ فوت). بلندترین ارتفاع این رودخانه ۱٬۲۱۹ متر (۴٬۰۰۰ فوت) در کوه‌های تاهیتی است.
این رودخانه قبلاً وایتوارو 
(به تاهیتیایی: Vaituaru) نامیده می‌شد، که معنای این نام «نهری که همه چیز را در مسیر خود نابود می‌کند» در زبان تاهیتیایی است.